# Фунафуті
Фунафу́ті — атол-столиця невеликої острівної країни Тувалу в Тихому океані.
Згідно з переписом населення 2002 року на Фунафуті проживає 4492 особи і атол є найгустонаселенішим атолом у країні. Атол Фунафуті — це вузька ділянка землі завширшки 200—400 метрів, навколо великої лагуни площею 275 км².

## Географія

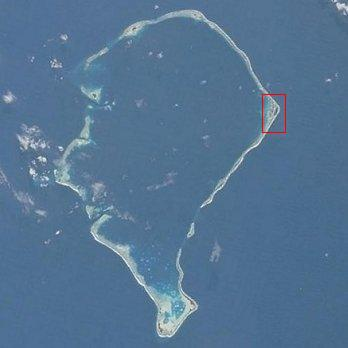
Фунафуті, виділений о. Фонгафале

Площа — 2,79 км². Атол включає 30 островів. Найбільший — Фонгафале (англ. Fongafale), після нього за розміром йде Фунафала.
- Аматуку
- Авалау (Avalau)
- Фалаоіго (Falaoigo)
- Фалефату (Falefatu)
- Фатато (Fatato)
- Фонгафале
- Фуафату (Fuafatu)
- Фуагеа (Fuagea)
- Фуалефеке (Fualefeke)
- Фуалопа (Fualopa)
- Фунафала
- Фунагого (Funagogo)
- Фунаману (Funamanu)
- Луамоту (Luamotu)
- Матейко (Mateiko)
- Мотугіе (Motugie)
- Мотулоа (Motuloa)
- Мулітефала (Mulitefala)
- Паава (Paava)
- Теафуафоу (Teafuafou)
- Теафуаліку (Teafualiku)
- Тефала (Tefala)
- Тефота (Tefota)
- Телеле (Telele)
- Тегако (Tegako)
- Тегасу (Tegasu)
- Тепука (Tepuka)
- Тепука Савілівілі (Tepuka Savilivili)
- Тутанга
- Васафуа

Лагуна всередині атола називається Те-Намо, її довжина близько 20 км. Являє собою вузьку смужку землі від 20 до 400 метрів шириною навколо великої лагуни Те-Намо.

### Клімат
Місто розташоване у зоні екваторіального клімату. Найтепліший місяць — квітень із середньою температурою 28,9 °C (84 °F). Найхолодніший місяць — січень, із середньою температурою 28,3 °C (83 °F).
| Клімат Фунафуті         | Клімат Фунафуті | Клімат Фунафуті | Клімат Фунафуті | Клімат Фунафуті | Клімат Фунафуті | Клімат Фунафуті | Клімат Фунафуті | Клімат Фунафуті | Клімат Фунафуті | Клімат Фунафуті | Клімат Фунафуті | Клімат Фунафуті | Клімат Фунафуті |
| Показник                | Січ.            | Лют.            | Бер.            | Квіт.           | Трав.           | Черв.           | Лип.            | Серп.           | Вер.            | Жовт.           | Лист.           | Груд.           | Рік             |
| Абсолютний максимум, °C | 38              | 38              | 37              | 40              | 40              | 38              | 39              | 39              | 38              | 40              | 41              | 37              | 41              |
| Середній максимум, °C   | 30              | 30              | 30              | 30              | 30              | 30              | 30              | 30              | 30              | 30              | 30              | 30              | 30              |
| Середня температура, °C | 28              | 28              | 28              | 28              | 28              | 28              | 28              | 28              | 28              | 28              | 28              | 28              | 28              |
| Середній мінімум, °C    | 26              | 26              | 26              | 26              | 26              | 26              | 26              | 26              | 26              | 26              | 26              | 26              | 26              |
| Абсолютний мінімум, °C  | 22              | 22              | 22              | 22              | 20              | 23              | 21              | 20              | 20              | 21              | 22              | 22              | 20              |
| Норма опадів, мм        | 380             | 350             | 310             | 250             | 230             | 230             | 260             | 240             | 230             | 260             | 270             | 390             | 3490            |
| ----------------------- | --------------- | --------------- | --------------- | --------------- | --------------- | --------------- | --------------- | --------------- | --------------- | --------------- | --------------- | --------------- | --------------- |
| Джерело: Weatherbase    |                 |                 |                 |                 |                 |                 |                 |                 |                 |                 |                 |                 |                 |

## Населення

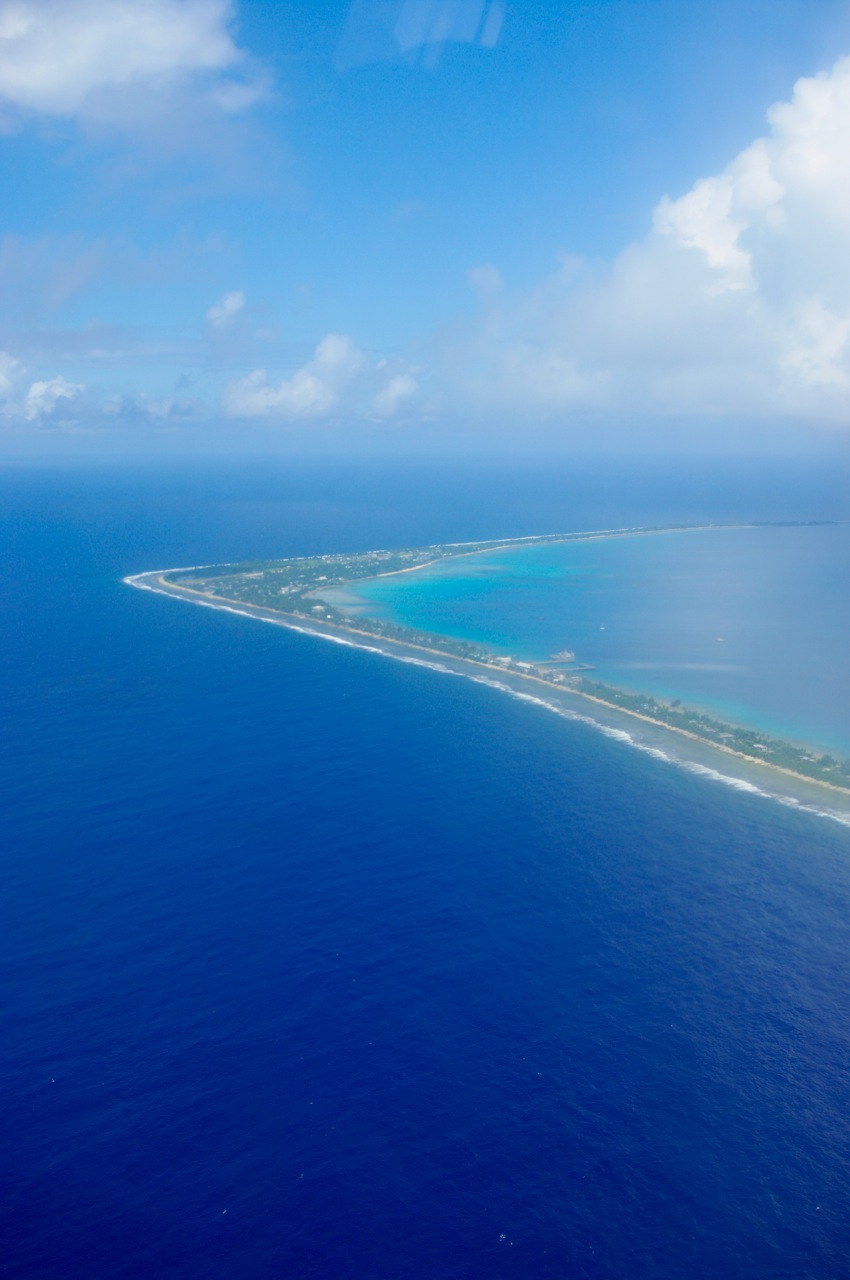
Вид з повітря Фонгафале, атол Фунафуті, вид на південь

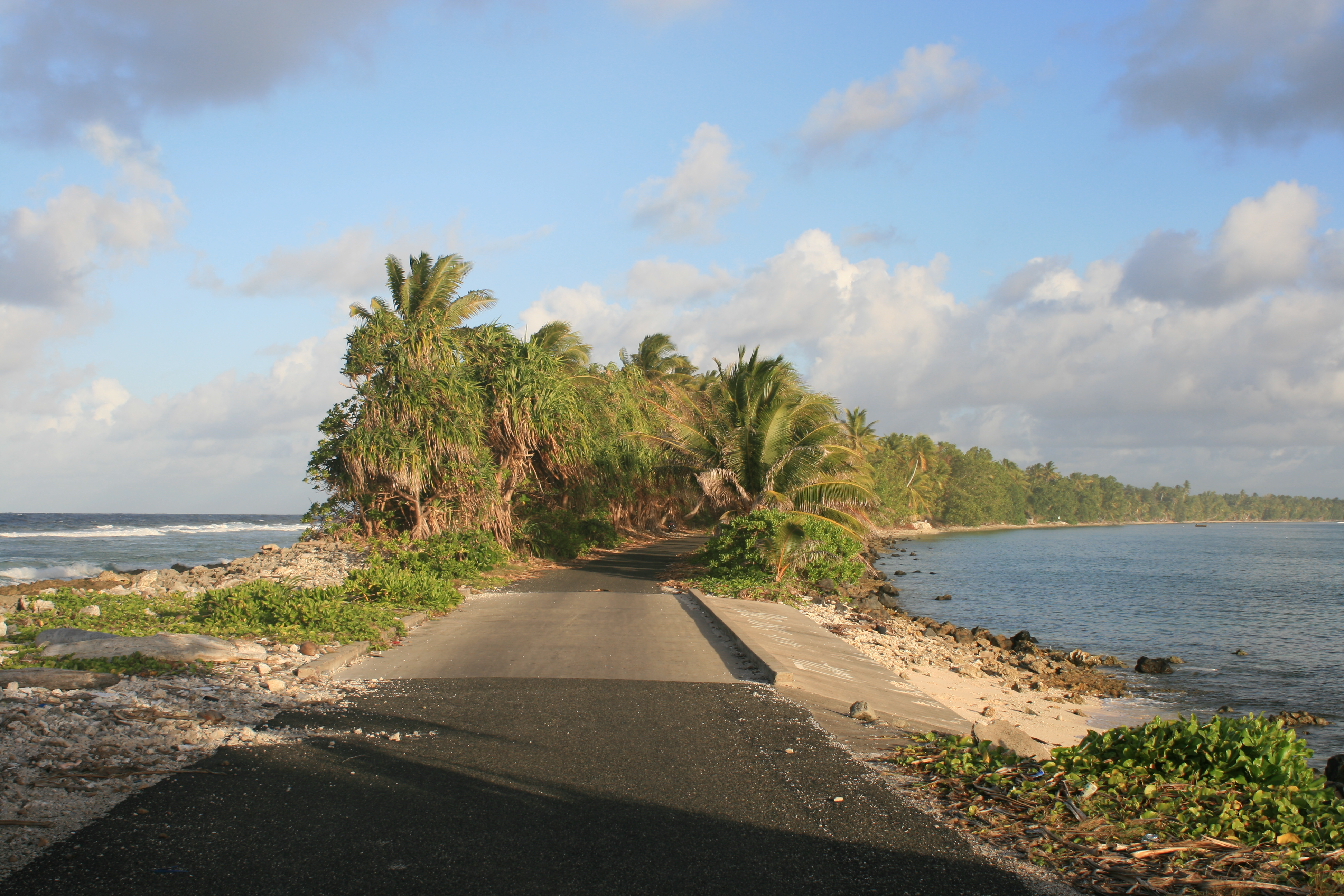
Фонгафале, атол Фунафуті, вид на південь

Населення атола — 6194 осіб (2012), це найнаселеніший атол у країні. На цьому острові є чотири селища, в одному з яких (Ваїаку) перебуває уряд. Іноді кажуть, що столиця Тувалу — це Фонгафале або Ваїаку, але офіційно столицею є цілий атол Фунафуті. Острови Фонгафале, Фунафала та Аматуку мають постійне населення.

### Фонгафале
- Факаїфу — 1007 осіб
- Сіна — 589 осіб
- Алапа — 1024 осіб
- Ваїаку — 516 осіб
- Лофеагаї — 399 осіб
- Теона — 540 осіб
- Текаватоетое — 343 осіб

### Фунафала
- Фунафала — 22 осіб.

### Аматуку
- Аматуку 52 осіб.

Всього за Переписом 2002 року в цих 9 населених пунктах число жителів становить 4492 особи.

## Історія

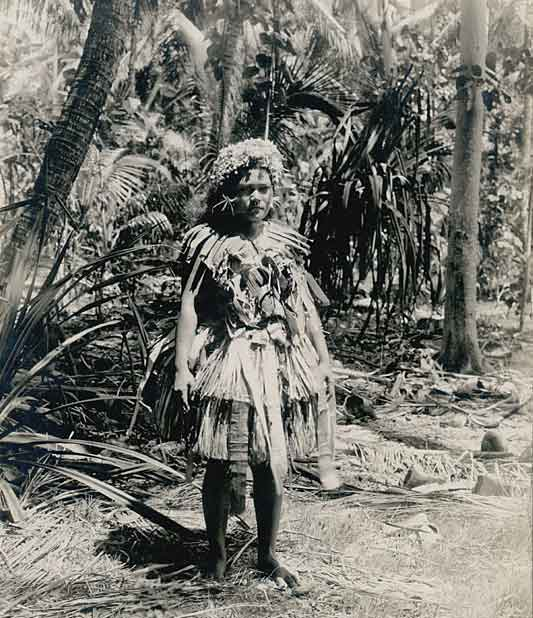
Жінка з Фунафуті,
Harry Clifford Fassett (1900)

## Циклони 1883 та 1972 років

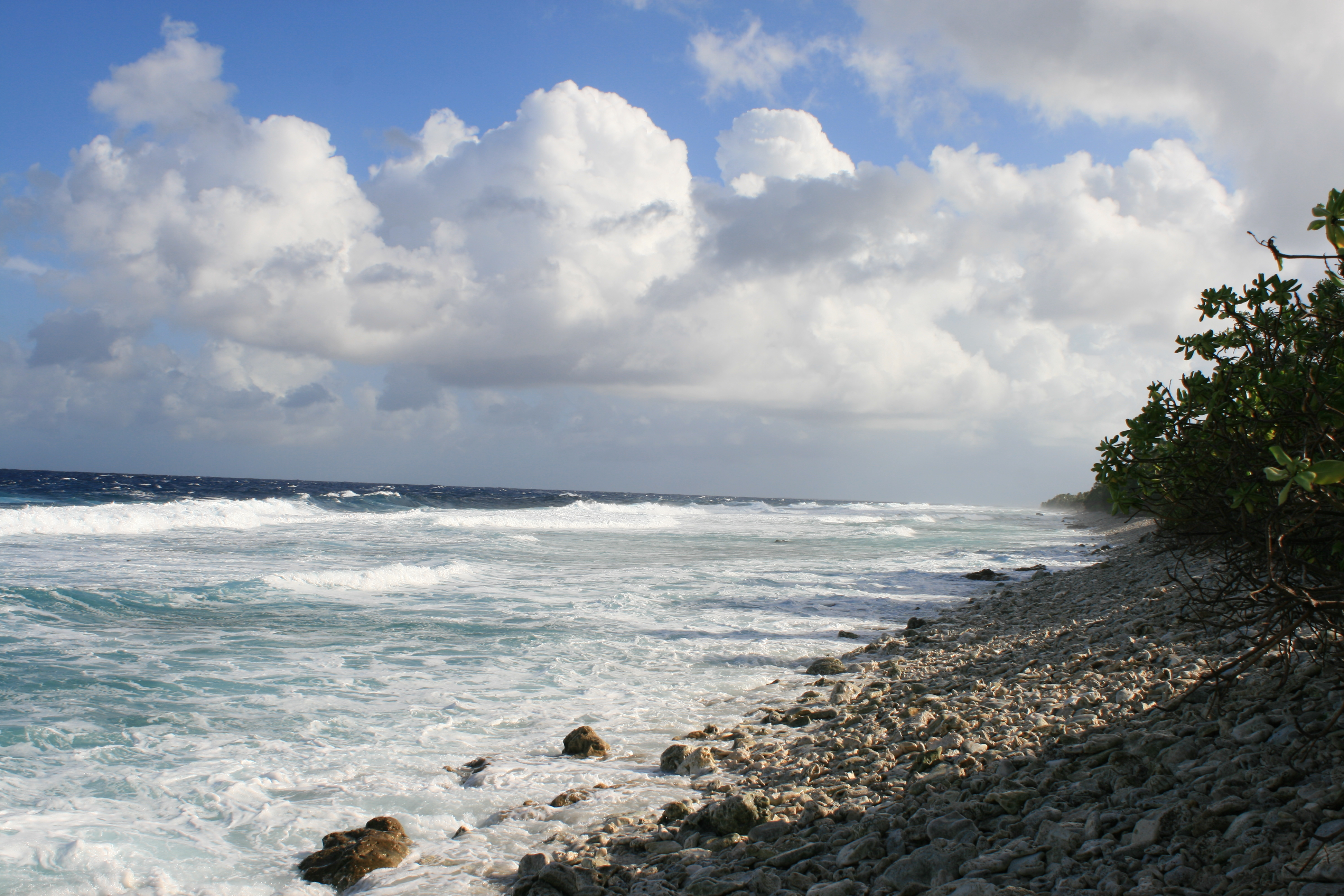
Океанська сторона Фунафуті, показані дюни від шторму, найвища точка на атолі.

## Економіка
На атолі є готель (Vaiaku Langi Hotel), адміністративні будівлі, житлові будинки, збудовані і в традиційному стилі — з пальмового листя, і в сучасному — з цементу.

## Освіта
На острові є дві початкові школи, адвентистів сьомого дня та початкова школа Науті (Nauti), яка, з кількістю учнів у 900 чоловік є найбільшою з початкових шкіл у Тувалу (45 відсотків загального охоплення дітей початковою освітою). Церква Тувалу опікується середньою школою Фетувалу. Південнотихоокеанський університет (University of the South Pacific, USP) має свій кампус (відділення) на Фунафуті. Підготовка ведеться за 6 спеціальностями. Після закінчення університету студенти отримають Сертифікат про закінчену середню освіту, таким чином студенти можуть здобути вищу освіту за межами Тувалу. Тувалу морський інститут Навчання (TMTI) розташований на Amatuku моту (острівець).

## Транспорт
Аеропорт Фунафуті розташований на Фонгафале. Польоти доступні лише двічі на тиждень до Сува (Фіджі), на Pacific Sun, регіональному перевізнику Fiji Airways, національна авіакомпанія Фіджі. Pacific Sun використовує турбогвинтовий літак ATR 42-500 (42 місця). Код аеропорту для Фунафуті є FUN.
Є портові споруди на Фонгафале. Є два пасажирські/вантажні судна, Nivaga II та Ману Folau, які надають оглядові поїздки до віддалених островів кожні три або чотири тижні і які також плавають між Сува, Фіджі та Фунафуті 3 до 4 разів на рік.

## Виборчий округ
Фунафуті є одним із восьми виборчих округів у Тувалу, і обирає двох членів парламенту. Після Загальних виборів 2010 року її нинішні представники Kausea Natano і Kamuta Latasi. Обидва були успішно переобрані.

### Результати виборів 2010 року[9]
| Партія       | Кандидат      | Голосів | Процентів |
| ------------ | ------------- | ------- | --------- |
| Безпартійний | Kausea Natano | 436     | 42        |
| Безпартійний | Kamuta Latasi | 302     | 29        |
| Безпартійний | Samuelu Teo   | 289     | 29        |

## Пам'ятки
Найбільш значуща пам'ятка на атолі Фунафуті — Церква Тувалу. Інша пам'ятка — залишки американського літака, що розбився на Фунафуті під час Другої світової війни, коли злітно-посадкова смуга використовувалася ВВС США для захисту островів Гілберта (зараз Кірибаті). США претендували на Фунафуті аж до підписання договору про дружбу наприкінці 1970-х.